# Kuba na Letnich Igrzyskach Olimpijskich 2012
Kubę na Letnich Igrzyskach Olimpijskich 2012, które odbyły się w Londynie reprezentowało 108 zawodników. Zdobyli oni 14 medali: 5 złotych, 3 srebrne i 6 brązowych, zajmując 16. miejsce w klasyfikacji medalowej.
Był to dziewiętnasty start reprezentacji Kuby na letnich igrzyskach olimpijskich.

## Zdobyte medale
| Medal  | Zawodnik          | Dyscyplina           | Konkurencja                                     | Rezultat                                                                  | Data        |
| ------ | ----------------- | -------------------- | ----------------------------------------------- | ------------------------------------------------------------------------- | ----------- |
| Złoto  | Leuris Pupo       | Strzelectwo          | Pistolet szybkostrzelny 25 m mężczyzn           | 34 pkt.                                                                   | 3 sierpnia  |
| Złoto  | Idalys Ortíz      | Judo                 | Kategoria powyżej 78 kg kobiet                  | W finale pokonała reprezentantkę Japonii Mikę Sugimoto.                   | 3 sierpnia  |
| Złoto  | Mijaín López      | Zapasy               | Kategoria do 120 kg mężczyzn w stylu klasycznym | W finale pokonał reprezentanta Estonii Heiki Nabi.                        | 6 sierpnia  |
| Złoto  | Roniel Iglesias   | Boks                 | Waga lekkopółśrednia mężczyzn                   | W finale pokonał reprezentanta Ukrainy Denysa Berinczyka.                 | 11 sierpnia |
| Złoto  | Robeisy Ramírez   | Boks                 | Waga musza mężczyzn                             | W finale pokonał reprezentanta Mongolii Njambajaryna Tögscogta.           | 12 sierpnia |
| Srebro | Yanet Bermoy      | Judo                 | Kategoria do 52 kg kobiet                       | W finale uległa reprezentantce KRLD An Kum-ae.                            | 29 lipca    |
| Srebro | Asley González    | Judo                 | Kategoria do 90 kg mężczyzn                     | W finale uległ reprezentantowi Korei Południowej Song Dae-namowi.         | 1 sierpnia  |
| Srebro | Yarisley Silva    | Lekkoatletyka        | Skok o tyczce kobiet                            | 4.75 m                                                                    | 6 sierpnia  |
| Brąz   | Iván Cambar       | Podnoszenie ciężarów | Waga do 77 kg mężczyzn                          | 349 kg                                                                    | 1 sierpnia  |
| Brąz   | Leonel Suárez     | Lekkoatletyka        | Dziesięciobój                                   | 8523 pkt.                                                                 | 9 sierpnia  |
| Brąz   | Lázaro Álvarez    | Boks                 | Waga kogucia mężczyzn                           | W półfinale uległ reprezentantowi Irlandii John Joe Nevinowi              | 10 sierpnia |
| Brąz   | Yasniel Toledo    | Boks                 | Waga lekka mężczyzn                             | W półfinale uległ reprezentantowi Ukrainy Wasylowi Łomaczenko             | 10 sierpnia |
| Brąz   | Robelis Despaigne | Taekwondo            | Kategoria +80 kg mężczyzn                       | W pojedynku o brąz pokonał reprezentanta Mali Daba Modibo Keitę           | 11 sierpnia |
| Brąz   | Liván López       | Zapasy               | Kategoria do 66 kg mężczyzn w stylu wolnym      | W pojedynku o brąz pokonał reprezentanta Azerbejdżanu Cəbrayıla Həsənova. | 12 sierpnia |
| Brąz   | Yarelis Barrios   | Lekkoatletyka        | Rzut dyskiem                                    | 66,38 m                                                                   | 4 sierpnia  |

## Reprezentanci

### Boks
Mężczyźni
| Zawodnik         | Konkurencja | 1/16             | 1/8                | Ćwierćfinał        | Półfinał           | Finał             | Finał   |
| Zawodnik         | Konkurencja | Przeciwnik Wynik | Przeciwnik Wynik   | Przeciwnik Wynik   | Przeciwnik Wynik   | Przeciwnik Wynik  | Miejsce |
| ---------------- | ----------- | ---------------- | ------------------ | ------------------ | ------------------ | ----------------- | ------- |
| Yosvany Veitía   | 49kg        | Ward W 26-4      | Zou S P 11-14      | NQ                 | NQ                 | NQ                | NQ      |
| Robeisy Ramírez  | 52 kg       | Susa W 19-7      | Butdee W 22-10     | Selby W 16-11      | Conlan W 20-10     | Tögscogt W 17-14  | złoto   |
| Lázaro Álvarez   | 56 kg       | BYE              | Diaz W 21-15       | Vieira W 16-11     | Nevin P 14-19      | NQ                | brąz    |
| Yasniel Toledo   | 60 kg       | BYE              | Liu Q W 14-10      | Żajłauow W 19-11   | Łomaczenko P 11-14 | NQ                | brąz    |
| Roniel Iglesias  | 64 kg       | Villaraga W 20-9 | Lopes W 18-15      | Rahmonow W 21-15   | Mangiacapre W 15-8 | Berinczyk W 22-15 | złoto   |
| Julio de la Cruz | 81 kg       | BYE              | Al-Matbouli W 25-8 | Florentino P 15-18 | NQ                 | NQ                | NQ      |
| José Larduet     | 91 kg       | —                | Mazaheri W DSQ     | Russo P 16-17      | NQ                 | NQ                | NQ      |
| Erislandy Savón  | +91 kg      | —                | Joshua P 10-12     | NQ                 | NQ                 | NQ                | NQ      |

### Judo
Mężczyźni
| Zawodnik          | Konkurencja  | 1/16               | 1/8                       | Ćwierćfinał         | Półfinał             | Repasaż 1           | Repasaż 2        | Finał               | Finał   |    |
| Zawodnik          | Konkurencja  | Przeciwnik Wynik   | Przeciwnik Wynik          | Przeciwnik Wynik    | Przeciwnik Wynik     | Przeciwnik Wynik    | Przeciwnik Wynik | Przeciwnik Wynik    | Pozycja |    |
| ----------------- | ------------ | ------------------ | ------------------------- | ------------------- | -------------------- | ------------------- | ---------------- | ------------------- | ------- | -- |
| Asley González    | do 90 kg     | Campos W 1000-0000 | Gierasimienko W 0011-0002 | Anthony W 0010-0002 | Dienisow W 1000-0001 | —                   | —                | Song Dn P 0001-0101 | srebro  |    |
| Oreidis Despaigne | do 100 kg    | BYE                | Sajidow P 010H-0102       | NQ                  | NQ                   | NQ                  | NQ               | NQ                  | NQ      | NQ |
| Óscar Brayson     | ponad 100 kg | Padar W 0100-0001  | Blas Jr. W 0100-0001      | Riner P 0001-0100   | NQ                   | Makarau P 0000-1001 | —                | NQ                  | 7.      |    |

Kobiety
| Zawodniczka         | Konkurencja | 1/16                    | 1/8                   | Ćwierćfinał             | Półfinał            | Repasaż 1           | Repasaż 2           | Finał                  | Finał   |    |
| Zawodniczka         | Konkurencja | Przeciwniczka Wynik     | Przeciwniczka Wynik   | Przeciwniczka Wynik     | Przeciwniczka Wynik | Przeciwniczka Wynik | Przeciwniczka Wynik | Przeciwniczka Wynik    | Pozycja |    |
| ------------------- | ----------- | ----------------------- | --------------------- | ----------------------- | ------------------- | ------------------- | ------------------- | ---------------------- | ------- | -- |
| Dayaris Mestre      | do 48 kg    | Kondratiewa W 0101-0000 | Dumitru P 0000-1000   | NQ                      | NQ                  | NQ                  | NQ                  | NQ                     | NQ      |    |
| Yanet Bermoy        | do 52 kg    | BYE                     | Bundmaa W 0020-0000   | Müller W 0011-0002      | Heylen W 0011-0002  | —                   | —                   | An Ka P 0000-0001      | srebro  |    |
| Yurisleydis Lupetey | do 57 kg    | Bukuwala W 0011-0001    | Zabłudina P 0001-0100 | NQ                      | NQ                  | NQ                  | NQ                  | NQ                     | NQ      |    |
| Yaritza Abel        | do 63 kg    | BYE                     | Émane P 0001-0001 DEC | NQ                      | NQ                  | NQ                  | NQ                  | NQ                     | NQ      | NQ |
| Onix Cortés         | do 70 kg    | BYE                     | Tachimoto P 0000-0001 | NQ                      | NQ                  | NQ                  | NQ                  | NQ                     | NQ      |    |
| Idalys Ortíz        | ponad 78 kg | BYE                     | Moniz W 0103-0002     | Iwaszczenko W 0011-0002 | Tong W W 0010-0001  | —                   | —                   | Sugimoto W 000-0001 GS | złoto   |    |

### Kajakarstwo

#### Kajakarstwo klasyczne
Mężczyźni
| Zawodnik                          | Konkurencja | Eliminacje | Eliminacje | Półfinał | Półfinał | Finał    | Finał   |
| Zawodnik                          | Konkurencja | Czas       | Miejsce    | Czas     | Miejsce  | Czas     | Miejsce |
| --------------------------------- | ----------- | ---------- | ---------- | -------- | -------- | -------- | ------- |
| Jorge García                      | K-1 1000 m  | 3:30.852   | 4.         | 3:31.937 | 5. FB    | 3:29.938 | 9.      |
| José Carlos Bulnes Serguey Torres | C-2 1000 m  | 3:44.341   | 5.         | 3:41.619 | 3. FA    | 3:42.357 | 6.      |

Kobiety
| Zawodniczka                       | Konkurencja | Eliminacje | Eliminacje | Półfinał | Półfinał | Finał    | Finał   |
| Zawodniczka                       | Konkurencja | Czas       | Miejsce    | Czas     | Miejsce  | Czas     | Miejsce |
| --------------------------------- | ----------- | ---------- | ---------- | -------- | -------- | -------- | ------- |
| Darisleidys Amador                | K-1 200 m   | 42.761     | 5.         | 41.949   | 5. FB    | 45.099   | 12.     |
| Darisleidys Amador                | K-1 500 m   | 1:56.038   | 5.         | 1:58.762 | 7.       | NQ       | NQ      |
| Dayexis Gandarela Yulitza Menezes | K-2 500 m   | 1:46.587   | 6.         | 1:51.428 | 8. FB    | 1:50.124 | 14.     |

### Kolarstwo

#### Kolarstwo szosowe
Mężczyźni
| Zawodnik       | Konkurencja                | Czas    | Miejsce |
| -------------- | -------------------------- | ------- | ------- |
| Arnold Arcolea | Wyścig ze startu wspólnego | 5:46:37 | 67.     |

Kobiety
| Zawodniczka                | Konkurencja                | Czas | Miejsce |
| -------------------------- | -------------------------- | ---- | ------- |
| Yumari González Valdivieso | Wyścig ze startu wspólnego | OTL  | OTL     |

#### Kolarstwo torowe
Kobiety
| Zawodniczka     | Konkurencja | Kwalifikacje  | Kwalifikacje | Runda 1            | Repasaż 1          | Runda 2            | Repasaż 2          | Ćwierćfinały       | Półfinały          | Finał                                      | Finał   |
| Zawodniczka     | Konkurencja | Czas Szybkość | Miejsce      | Przeciwniczka Czas | Przeciwniczka Czas | Przeciwniczka Czas | Przeciwniczka Czas | Przeciwniczka Czas | Przeciwniczka Czas | Przeciwniczka Czas                         | Pozycja |
| --------------- | ----------- | ------------- | ------------ | ------------------ | ------------------ | ------------------ | ------------------ | ------------------ | ------------------ | ------------------------------------------ | ------- |
| Lisandra Guerra | Sprint      | 11.109 64.812 | 6.           | Gaviria W 11.390   | BYE                | Lee W S W 11.485   | BYE                | Guo S P            | NQ                 | O 5 miejsce Krupeckaitė Szulika Panarina P | 6.      |

| Zawodniczka     | Konkurencja | Runda 1 | Repesaż | Runda 2 | Finał   |
| Zawodniczka     | Konkurencja | Pozycja | Pozycja | Pozycja | Pozycja |
| --------------- | ----------- | ------- | ------- | ------- | ------- |
| Lisandra Guerra | Keirin      | 3. R    | 4.      | NQ      | 13.     |

| Zawodniczka    | Konkurencja | Start lotny | Start lotny | Wyścig punktowy | Wyścig punktowy | Wyścig eliminacyjny | Wyścig na dochodzenie | Wyścig na dochodzenie | Scratch | Wyścig na 500 m | Wyścig na 500 m | Suma punktów | Miejsce |
| Zawodniczka    | Konkurencja | Czas        | Miejsce     | Punkty          | Miejsce         | Miejsce             | Czas                  | Miejsce               | Miejsce | Czas            | Miejsce         | Suma punktów | Miejsce |
| -------------- | ----------- | ----------- | ----------- | --------------- | --------------- | ------------------- | --------------------- | --------------------- | ------- | --------------- | --------------- | ------------ | ------- |
| Marlies Mejías | Omnium      | 14.554      | 8.          | 4               | 12.             | 9.                  | 3:41.897              | 9.                    | 14.     | 35.912          | 5.              | 57           | 8.      |

### Lekkoatletyka
Mężczyźni
| Zawodnik                                                    | Konkurencja        | Eliminacje | Eliminacje | Ćwierćfinał | Ćwierćfinał | Półfinał | Półfinał | Finał | Finał   |
| Zawodnik                                                    | Konkurencja        | Wynik      | Miejsce    | Wynik       | Miejsce     | Wynik    | Miejsce  | Wynik | Miejsce |
| ----------------------------------------------------------- | ------------------ | ---------- | ---------- | ----------- | ----------- | -------- | -------- | ----- | ------- |
| Michael Herrera                                             | 200 m              | 21,05      | 6.         | —           | —           | NQ       | NQ       | NQ    | NQ      |
| Roberto Skyers                                              | 200 m              | 20,66      | 4.         | —           | —           | NQ       | NQ       | NQ    | NQ      |
| Andy González                                               | 800 m              | 1:46,24    | 4.         | —           | —           | 1:53,46  | 9.       | NQ    | NQ      |
| Orlando Ortega                                              | 110 m przez płotki | 13.26      | 1.         | —           | —           | 13,26    | 2.       | 13,43 | 6.      |
| Dayron Robles                                               | 110 m przez płotki | 13,33      | 1.         | —           | —           | 13,10    | 1.       | DSQ   | DSQ     |
| Omar Cisneros                                               | 400 m przez płotki | 48,63      | 3.         | —           | —           | 48,23    | 3.       | NQ    | NQ      |
| Amaurys Valle                                               | 400 m przez płotki | 49,19      | 1.         | —           | —           | 50,48    | 7.       | NQ    | NQ      |
| Raidel Acea Omar Cisneros William Collazo Orestes Rodríguez | sztafeta 4 × 400 m | 3:00,55    | 3.         | —           | —           | —        | —        | DNF   | DNF     |

| Zawodnik           | Konkurencja    | Kwalifikacje | Kwalifikacje | Finał    | Finał   |
| Zawodnik           | Konkurencja    | Rezultat     | Miejsce      | Rezultat | Miejsce |
| ------------------ | -------------- | ------------ | ------------ | -------- | ------- |
| Carlos Véliz       | pchnięcie kulą | 18,57        | 34.          | NQ       | NQ      |
| Jorge Fernández    | rzut dyskiem   | 65,34        | 3.           | 62.02    | 11.     |
| Yunio Lastre       | rzut dyskiem   | 57,33        | 40.          | NQ       | NQ      |
| Roberto Janet      | rzut młotem    | 73,34        | 19.          | NQ       | NQ      |
| Guillermo Martínez | rzut oszczepem | 80,06        | 16.          | NQ       | NQ      |
| Lázaro Borges      | skok o tyczce  | 5,50         | =16.         | NQ       | NQ      |
| Víctor Moya        | skok wzwyż     | 2,21         | 20.          | NQ       | NQ      |
| Yoandri Betanzos   | trójskok       | 16,22        | 23.          | NQ       | NQ      |
| Alexis Copello     | trójskok       | 16,79        | 11.          | 16,92    | 8.      |
| Arnie David Giralt | trójskok       | 16,45        | 16.          | NQ       | NQ      |

Dziesięciobój
| Zawodnik       | Konkurencja | 100 m | LJ   | SP    | HJ   | 400 m | 110H  | DT    | PV   | JT    | 1500 m  | Finał | Miejsce |
| -------------- | ----------- | ----- | ---- | ----- | ---- | ----- | ----- | ----- | ---- | ----- | ------- | ----- | ------- |
| Yordani García | Wynik       | 10,80 | 6,75 | 14,48 | 1,99 | 48,76 | 14,24 | 42,27 | 4,60 | 59,85 | 4:38,57 | 7956  | 14.     |
| Yordani García | Punkty      | 906   | 755  | 758   | 794  | 873   | 944   | 711   | 790  | 736   | 689     | 7956  | 14.     |
| Leonel Suárez  | Wynik       | 11,27 | 7,52 | 14,50 | 2,11 | 49,04 | 14,45 | 45,75 | 4,70 | 76,94 | 4:30,08 | 8523  | brąz    |
| Leonel Suárez  | Punkty      | 801   | 940  | 759   | 906  | 859   | 917   | 782   | 819  | 996   | 744     | 8523  | brąz    |

Kobiety
| Zawodniczka                                                   | Konkurencja        | Eliminacje | Eliminacje | Ćwierćfinał | Ćwierćfinał | Półfinał | Półfinał | Finał   | Finał   |
| Zawodniczka                                                   | Konkurencja        | Wynik      | Miejsce    | Wynik       | Miejsce     | Wynik    | Miejsce  | Wynik   | Miejsce |
| ------------------------------------------------------------- | ------------------ | ---------- | ---------- | ----------- | ----------- | -------- | -------- | ------- | ------- |
| Nelkis Casabona                                               | 200 m              | 23,82      | 8.         | —           | —           | NQ       | NQ       | NQ      | NQ      |
| Rose Mary Almanza                                             | 800 m              | 2:01,19    | 4.         | —           | —           | 2:01,70  | 6.       | NQ      | NQ      |
| Dailín Belmonte                                               | maraton            | —          | —          | —           | —           | —        | —        | 2:38:08 | 70.     |
| Daysiurami Bonne Yaimeisi Borlot Aymée Martínez Diosmely Peña | sztafeta 4 × 400 m | 3:27,41    | 6.         | —           | —           | —        | —        | NQ      | NQ      |

| Zawodniczka        | Konkurencja    | Kwalifikacje | Kwalifikacje | Finał    | Finał   |
| Zawodniczka        | Konkurencja    | Rezultat     | Miejsce      | Rezultat | Miejsce |
| ------------------ | -------------- | ------------ | ------------ | -------- | ------- |
| Misleydis González | pchnięcie kulą | 17,68        | 21.          | NQ       | NQ      |
| Mailín Vargas      | pchnięcie kulą | 16,76        | 27.          | NQ       | NQ      |
| Yarelis Barrios    | rzut dyskiem   | 65,94        | 1.           | 66,38    | brąz    |
| Denia Caballero    | rzut dyskiem   | 58,78        | 27.          | NQ       | NQ      |
| Yaime Pérez        | rzut dyskiem   | 57,87        | 30.          | NQ       | NQ      |
| Yipsi Moreno       | rzut młotem    | 73,95        | 6.           | 74,60    | 6.      |
| Arasay Thondike    | rzut młotem    | 67,93        | 23.          | NQ       | NQ      |
| Ariannis Vichy     | rzut młotem    | 67,48        | 25.          | NQ       | NQ      |
| Yanet Cruz         | rzut oszczepem | NM           | –            | NQ       | NQ      |
| Yainelis Ribeaux   | rzut oszczepem | 56,55        | 29.          | NQ       | NQ      |
| Daylis Caballero   | skok o tyczce  | NM           | –            | NQ       | NQ      |
| Yarisley Silva     | skok o tyczce  | 4,55         | =1.          | 4,75     | srebro  |
| Lesyanís Mayor     | skok wzwyż     | 1,85         | =20.         | NQ       | NQ      |
| Dailenys Alcántara | trójskok       | 13,97        | 15.          | NQ       | NQ      |
| Josleidy Ribalta   | trójskok       | 13,88        | 19.          | NQ       | NQ      |
| Yargelis Savigne   | trójskok       | 14,28        | 9.           | 14,12.   | 9.      |

### Łucznictwo
Mężczyźni
| Zawodnik            | Konkurencja   | Runda rankingowa | Runda rankingowa | 1/32             | 1/16             | 1/8              | Ćwierćfinał      | Półfinał         | Finał            | Finał   |
| Zawodnik            | Konkurencja   | Punkty           | Rozstawienie     | Przeciwnik Wynik | Przeciwnik Wynik | Przeciwnik Wynik | Przeciwnik Wynik | Przeciwnik Wynik | Przeciwnik Wynik | Pozycja |
| ------------------- | ------------- | ---------------- | ---------------- | ---------------- | ---------------- | ---------------- | ---------------- | ---------------- | ---------------- | ------- |
| Juan Carlos Stevens | indywidualnie | 663              | 34.              | Rai P 5-6        | NQ               | NQ               | NQ               | NQ               | NQ               | NQ      |

### Pływanie
Mężczyźni
| Zawodnik      | Konkurencja       | Eliminacje | Eliminacje | Półfinał | Półfinał | Finał | Finał   |
| Zawodnik      | Konkurencja       | Czas       | Miejsce    | Czas     | Miejsce  | Czas  | Miejsce |
| ------------- | ----------------- | ---------- | ---------- | -------- | -------- | ----- | ------- |
| Hanser García | 50 m dowolnym     | 22.45      | 23.        | NQ       | NQ       | NQ    | NQ      |
| Hanser García | 100 m dowolnym    | 48.97      | 15.        | 48.04    | 3.       | 48.04 | 7.      |
| Pedro Medel   | 100 m grzbietowym | 55.40      | 34.        | NQ       | NQ       | NQ    | NQ      |
| Pedro Medel   | 200 m grzbietowym | 2:00.05    | 27.        | NQ       | NQ       | NQ    | NQ      |

### Podnoszenie ciężarów
Mężczyźni
| Zawodnik          | Konkurencja | Rwanie | Rwanie  | Podrzut | Podrzut | Razem | Pozycja |
| Zawodnik          | Konkurencja | Wynik  | Pozycja | Wynik   | Pozycja | Razem | Pozycja |
| ----------------- | ----------- | ------ | ------- | ------- | ------- | ----- | ------- |
| Sergio Álvarez    | do 56 kg    | 121    | 8.      | 150     | DNF     | DNC   | DNC     |
| Yasmani Romero    | do 56 kg    | 112    | 14.     | 146     | 10.     | 258   | 11.     |
| Iván Cambar       | do 77 kg    | 155    | 5.      | 194     | 2.      | 349   | brąz    |
| Yoelmis Hernández | do 85 kg    | 163    | 9.      | 205     | 6.      | 368   | 7.      |

### Skoki do wody
Mężczyźni
| Zawodnik                     | Konkurencja               | Preeliminacje | Preeliminacje | Półfinał | Półfinał | Finał  | Finał   |
| Zawodnik                     | Konkurencja               | Punkty        | Miejsce       | Punkty   | Miejsce  | Punkty | Miejsce |
| ---------------------------- | ------------------------- | ------------- | ------------- | -------- | -------- | ------ | ------- |
| Jeinkler Aguirre             | wieża 10 m indywidualnie  | 453.50        | 10.           | 436.95   | 18.      | NQ     | NQ      |
| José Guerra                  | wieża 10 m indywidualnie  | 440.90        | 17.           | 501.90   | 9.       | 527.70 | 5.      |
| Jeinkler Aguirre José Guerra | wieża 10 m synchronicznie | —             | —             | —        | —        | 450.90 | 5.      |

Kobiety
| Zawodniczka  | Konkurencja              | Preeliminacje | Preeliminacje | Półfinał | Półfinał | Finał  | Finał   |
| Zawodniczka  | Konkurencja              | Punkty        | Miejsce       | Punkty   | Miejsce  | Punkty | Miejsce |
| ------------ | ------------------------ | ------------- | ------------- | -------- | -------- | ------ | ------- |
| Annia Rivera | wieża 10 m indywidualnie | 233.95        | 25.           | NQ       | NQ       | NQ     | NQ      |

### Strzelectwo
Mężczyźni
| Zawodnik         | Konkurencja                  | Kwalifikacje | Kwalifikacje | Finał  | Finał   |
| Zawodnik         | Konkurencja                  | Punkty       | Miejsce      | Punkty | Miejsce |
| ---------------- | ---------------------------- | ------------ | ------------ | ------ | ------- |
| Leuris Pupo      | pistolet szybkostrzelny 25 m | 286          | 4.           | 34     | złoto   |
| Guillermo Torres | skeet                        | 110          | 30.          | NQ     | NQ      |

Kobiety
| Zawodniczka      | Konkurencja                             | Kwalifikacje | Kwalifikacje | Finał  | Finał   |
| Zawodniczka      | Konkurencja                             | Punkty       | Miejsce      | Punkty | Miejsce |
| ---------------- | --------------------------------------- | ------------ | ------------ | ------ | ------- |
| Eglis Yaima Cruz | karabin pneumatyczny 10 m               | 391          | 44.          | NQ     | NQ      |
| Eglis Yaima Cruz | karabin małokalibrowy trzy pozycje 50 m | 581          | 16.          | NQ     | NQ      |
| Dianelys Pérez   | karabin pneumatyczny 10 m               | 393          | 29.          | NQ     | NQ      |
| Dianelys Pérez   | karabin małokalibrowy trzy pozycje 50 m | 579          | 21.          | NQ     | NQ      |

### Taekwondo
| Zawodnicy         | Konkurencja | 1/16               | Ćwierćfinał       | Półfinał          | Repasaż 1              | Repasaż 2         | Finał             | Finał   |
| Zawodnicy         | Konkurencja | Przeciwnicy Wynik  | Przeciwnicy Wynik | Przeciwnicy Wynik | Przeciwnicy Wynik      | Przeciwnicy Wynik | Przeciwnicy Wynik | Pozycja |
| ----------------- | ----------- | ------------------ | ----------------- | ----------------- | ---------------------- | ----------------- | ----------------- | ------- |
| Robelis Despaigne | +80 kg (m)  | Chukwumerije W 1-0 | Obame P 6-7       | NQ                | Thomsen-Fuataga W 14-2 | Keita W WO        | NQ                | brąz    |
| Nidia Muñoz       | 57 kg (k)   | Paoli P 2-4        | NQ                | NQ                | NQ                     | NQ                | NQ                | NQ      |
| Glenhis Hernández | +67 kg (k)  | Dislam W 1-0       | Koniewa W 16-2    | Graffe P 4-5      | NQ                     | Espinoza P 2-4    | NQ                | NQ      |

### Tenis stołowy
Mężczyźni
| Zawodnik     | Konkurencja | Eliminacje       | Runda 1          | Runda 2          | Runda 3          | Runda 4          | Ćwierćfinały     | Półfinały        | Finał            | Finał   |
| Zawodnik     | Konkurencja | Przeciwnik Wynik | Przeciwnik Wynik | Przeciwnik Wynik | Przeciwnik Wynik | Przeciwnik Wynik | Przeciwnik Wynik | Przeciwnik Wynik | Przeciwnik Wynik | Pozycja |
| ------------ | ----------- | ---------------- | ---------------- | ---------------- | ---------------- | ---------------- | ---------------- | ---------------- | ---------------- | ------- |
| Andy Pereira | singel      | Shing W 4-0      | Bobocica P 0-4   | NQ               | NQ               | NQ               | NQ               | NQ               | NQ               | NQ      |

### Wioślarstwo
Mężczyźni
| Zawodnik                           | Konkurencja                  | Eliminacje | Eliminacje | Repasaże | Repasaże  | Ćwierćfinał | Ćwierćfinał | Półfinał | Półfinał | Finał   | Finał   |
| Zawodnik                           | Konkurencja                  | Czas       | Miejsce    | Czas     | Miejsce   | Czas        | Miejsce     | Czas     | Miejsce  | Czas    | Miejsce |
| ---------------------------------- | ---------------------------- | ---------- | ---------- | -------- | --------- | ----------- | ----------- | -------- | -------- | ------- | ------- |
| Ángel Fournier                     | jedynka                      | 6:46.35    | 2. (QF)    | BYE      | BYE       | 6:54.12     | 2. (P AB)   | 7:30.19  | 4. (F B) | 7:11.17 | 7.      |
| Yunior Pérez Manuel Suárez Barrios | dwójka podwójna wagi lekkiej | 6:36.31    | 3. (R)     | 6:37.04  | 3. (P AB) | —           | —           | 6:52.26  | 6. (F B) | 6:34.96 | 10.     |

Kobiety
| Zawodniczka                        | Konkurencja                  | Eliminacje | Eliminacje | Repasaże | Repasaże  | Ćwierćfinał | Ćwierćfinał | Półfinał | Półfinał | Finał   | Finał   |
| Zawodniczka                        | Konkurencja                  | Czas       | Miejsce    | Czas     | Miejsce   | Czas        | Miejsce     | Czas     | Miejsce  | Czas    | Miejsce |
| ---------------------------------- | ---------------------------- | ---------- | ---------- | -------- | --------- | ----------- | ----------- | -------- | -------- | ------- | ------- |
| Yariulvis Cobas                    | jedynka                      | 7:48.58    | 4. (QF)    | BYE      | BYE       | 7:56.89     | 5. (P CD)   | 7:54.22  | 2. (F C) | 8:14.59 | 15.     |
| Yoslaine Domínguez Yaima Velázquez | dwójka podwójna wagi lekkiej | 7:12.99    | 4. (R)     | 7:19.33  | 3. (P AB) | —           | —           | 7:21.86  | 6. (F B) | 7:23.25 | 10.     |

### Zapasy
Mężczyźni – styl wolny
| Zawodnik           | Konkurencja | Kwalifikacje     | 1/8              | Ćwierćfinał      | Półfinał         | Repesaż 1        | Repesaż 2        | Finał            | Finał   |
| Zawodnik           | Konkurencja | Przeciwnik Wynik | Przeciwnik Wynik | Przeciwnik Wynik | Przeciwnik Wynik | Przeciwnik Wynik | Przeciwnik Wynik | Przeciwnik Wynik | Pozycja |
| ------------------ | ----------- | ---------------- | ---------------- | ---------------- | ---------------- | ---------------- | ---------------- | ---------------- | ------- |
| Yowlys Bonne       | −60 kg      | BYE              | Yumoto P 1-3     | NQ               | NQ               | NQ               | NQ               | NQ               | 14.     |
| Liván López        | −66 kg      | Taghawi W 3-1    | Yonemitsu P 1-3  | NQ               | NQ               | BYE              | Garcia W 3-1     | Həsənov W 3-1    | brąz    |
| Humberto Arencibia | −84 kg      | BYE              | Herbert P 1-3    | NQ               | NQ               | NQ               | NQ               | NQ               | 13.     |
| Javier Cortina     | −96 kg      | BYE              | Pliev P 1-3      | NQ               | NQ               | NQ               | NQ               | NQ               | 13.     |

Mężczyźni – styl klasyczny
| Zawodnik       | Konkurencja | Kwalifikacje     | 1/8              | Ćwierćfinał      | Półfinał         | Repesaż 1         | Repesaż 2        | Finał            | Finał   |
| Zawodnik       | Konkurencja | Przeciwnik Wynik | Przeciwnik Wynik | Przeciwnik Wynik | Przeciwnik Wynik | Przeciwnik Wynik  | Przeciwnik Wynik | Przeciwnik Wynik | Pozycja |
| -------------- | ----------- | ---------------- | ---------------- | ---------------- | ---------------- | ----------------- | ---------------- | ---------------- | ------- |
| Gustavo Balart | −55 kg      | BYE              | Karakuş W 3-0    | Choi GJ P 1-3    | NQ               | NQ                | NQ               | NQ               | 8.      |
| Hansel Meoque  | −60 kg      | BYE              | Jeong JH P 0-3   | NQ               | NQ               | NQ                | NQ               | NQ               | 19.     |
| Pedro Mulens   | −66 kg      | BYE              | Kim HW P 0-3     | NQ               | NQ               | Varderesyan W 3-0 | Venckaitis W 3-1 | Guénot P 0-3     | 5.      |
| Alexei Bell    | −74 kg      | Provisor P 1-3   | NQ               | NQ               | NQ               | NQ                | NQ               | NQ               | 12.     |
| Pablo Shorey   | −84 kg      | Achlaghi W 3-1   | Betts W 3-0      | Janikowski P 0-5 | NQ               | NQ                | NQ               | NQ               | 7.      |
| Yunior Estrada | −96 kg      | BYE              | Vala W 3-1       | Ajjari W 3-0     | Rezaji P 0-3     | BYE               | BYE              | Aleksanian P 0-3 | 5.      |
| Mijaín López   | −120 kg     | BYE              | El-Trabely W 3-0 | Ferselidze W 3-0 | Kayaalp W 3-0    | BYE               | BYE              | Nabi W 3-0       | złoto   |

Kobiety
| Zawodniczka      | Konkurencja | Kwalifikacje        | 1/8                 | Ćwierćfinał         | Półfinał            | Repasaż 1           | Repasaż 2           | Finał               | Finał   |
| Zawodniczka      | Konkurencja | Przeciwniczka Wynik | Przeciwniczka Wynik | Przeciwniczka Wynik | Przeciwniczka Wynik | Przeciwniczka Wynik | Przeciwniczka Wynik | Przeciwniczka Wynik | Miejsce |
| ---------------- | ----------- | ------------------- | ------------------- | ------------------- | ------------------- | ------------------- | ------------------- | ------------------- | ------- |
| Katerina Vidiaux | −63 kg      | Yeşilırmak W 5-0    | Wołosowa P 0-3      | NQ                  | NQ                  | NQ                  | NQ                  | NQ                  | 8.      |